# Arnelliaceae
Die Arnelliaceae sind eine Moosfamilie aus der Klasse der Jungermanniopsida. 

## Merkmale
Die Vertreter der Familie haben rundliche, gegenständige, einander überlappende Flankenblätter. Die Laminazellen sind zartwandig und sind in den Ecken nur schwach verdickt. Jede Zelle enthält sechs bis  zehn Ölkörper, die eher kugelig sind. Marsupien sind vorhanden und sack- oder röhrenförmig in das Substrat eingesenkt. 

## Systematik
Die Familie Arnelliaceae gehört in die Ordnung der Lophocoleales und umfasst 15 Arten. Alle drei Gattungen sind auch in Europa vertreten: 
- Southbya mit mediterraner Verbreitung
- Gongylanthus mit mediterraner Verbreitung
- Arnellia mit arktisch-alpiner Verbreitung

## Belege
- Jan-Peter Frahm: Biologie der Moose. Spektrum Akademischer Verlag, Heidelberg und Berlin 2001, ISBN 3-8274-0164-X, S. 56.
- Jan-Peter Frahm, Wolfgang Frey, J. Döring: Moosflora. 4. Auflage, UTB für Wissenschaft,  Ulmer, Stuttgart 2004, ISBN 3-8252-1250-5, S. 106.